# Монегасско-французские отношения
Монегасско-французские отношения — двусторонние дипломатические отношения между Монако и Францией. Протяжённость государственной границы между странами составляет 6 км.

## История
Монако — государство, тесно связанное с Францией по договору 1918 года, который формально закреплён в статье 436 Версальского договора 1919 года. Внешняя политика Монако — иллюстрация этого соглашения: Франция согласна защищать суверенитет и независимость Монако, в то время как монегасское правительство соглашается осуществлять свои права в соответствии с французскими интересами. С тех пор отношения между Монако и Францией были также определены в договоре 1945 года и в соглашении 1963 года.
В 2002 году договор 1918 года был пересмотрен. В 2005 он был ратифицирован обеими сторонами и обрёл законную силу. Условия договора позволили Франции вместо Генерального консульства установить посольство в Монако, впервые позволили получать аккредитацию послам из других государств, а также формально определили право наследования престола дочерьми Князя и другими членами его семьи, закреплённое в Конституции Монако 1962 года.
Хотя Монако не является членом ЕС, оно тесно с ним связано через таможенный союз с Францией, а также признание евро национальной валютой.

## Экономические отношения
18 мая 1963 года страны сформировали таможенный союз. Также было подписано соглашение о налогообложении и обмене данными по регулированию банковской деятельности. На французов, переехавших в Монако после 13 октября 1957 года, стал распространяться налог на доходы физических лиц.